# الخطوط الجوية الأمريكية الرحلة 191
الخطوط الجوية الأمريكية الرحلة 191 كانت رحلة مجدولة من مطار أوهير الدولي في شيكاغو نحو مطار لوس أنجلوس الدولي في لوس أنجلوس في 25 مايو 1979، طائرة الدي سي 10 تحطمت لحظات بعد إقلاعها، متسببة في مقتل 258 راكب و13 من طاقمها، بالإضافة لشخصين كانوا على الأرض، يعتبر الحادث الأكبر دموية يقع في الأراضي الأمريكية.
أظهرت التحقيقات أن الطائرة عند بداية إقلاعها، إنفصل المحرك رقم واحد (الأيسر) عن الجناح، ثم طار وإنقلب فوق الجناح متسببا في تدمير أنابيب السوائل الهيدروليكية، الأمر الذي تسبب في تقليص الأسداف للخلف، أثناء محاولة الطائرة مواصلة الارتفاع، إنهار الجناح الأيسر، في الوقت الذي كانت فيه أسداف الجناح الأيمن ممتدة للأمام ومستمرا في رفع الطائرة، فجعلها تميل للجهة اليسرى وبدرجة 112° ، لتتحطم بعد ذلك في ساحة مقطورات، انفصال المحرك كان سببه ضعف في نقطة التعليق الخاصة بالمحرك، التي تسببت فيها الصيانة السيئة لشركة الخطوط الجوية الأمريكية.